# 馬祖里夫卡 (切爾尼夫齊區)
48°32′11″N 28°8′24″E / 48.53639°N 28.14000°E
馬祖里夫卡（烏克蘭語：Мазурівка）是位於烏克蘭西南部的村莊，由文尼察州裡莫希利夫-波季利斯基区的切爾尼夫齊市鎮負責管轄。該村始建於1600年，面積4.43平方公里，海拔高度179米，2001年人口3,390，人口密度每平方公里766.1人。